# Lady & Bird
Lady & Bird ist der Name eines Studioalbums, das 2003 als Zusammenarbeit zwischen der französischen Sängerin und Liedtexterin Keren Ann und Barði Jóhannsson, dem Frontmann der isländischen Band Bang Gang, in Paris, Brüssel und Reykjavík bei gemeinsamen Sessions entstand. Im Juni 2006 wurde das Album unter Anns eigenem Label „Yellow Tangerine“ in den Vereinigten Staaten herausgegeben.
Zwei der zehn Lieder sind Coverversionen. Stephanie Says ist im Original von The Velvet Underground. Bei dem Song Suicide Is Painless handelt es sich um die Coverversion des Titelsongs der M*A*S*H-Fernsehserie beziehungsweise des gleichnamigen Kinofilms.
Die Lieder des Konzeptalbums, in Englisch gesungene Folk-beeinflusste Pop Balladen, erzählen die Geschichte von Lady und Bird, zwei fiktiven Kindern die, gefangen in den Körpern Erwachsener, nicht mit der Lebenswelt der Erwachsenen klarkommen, sich einsam und verloren fühlen und an ihrer Umwelt verzweifeln. Der Stil bewegt sich zwischen psychedelischem Sound und Balladen.
Der Name Lady & Bird steht in Bezug zum Text im Shepard's Song, aber auch für das Duo Ann/Jóhannson selbst, die unter diesem Namen 2009 ein weiteres Album veröffentlicht haben. Das neue Album nennt sich, analog zum 10. Stück von Lady & Bird, La Ballade of Lady and Bird.

## Rezensionen
Michael Frost empfindet, dass „Etwas Beklemmendes in der Luft liegt“, dass es „bedrückende und beängstigende Bilder sind, die sie mit ihrer Musik erschaffen“ und schreibt bei cd-kritik.de: „Es ist etwas an diesem Album, dass man nicht mehr davon loskommt.“ Bei viva.de findet Eric Leimann, das Album sei „schon etwas überaus Schönes und musikalisch wirklich außergewöhnlich.“ und vergibt ein „Ausgezeichnet“.
Und Mark Deming meint bei Allmusic: „singer and songwriter Keren Ann and Bang Gang frontman Jóhannsson make a fine team... If you loved the more ambient side of This Mortal Coil, Lady & Bird should be a perfect soundtrack for your late-night wanderings into dreamland.“

## Songliste
1. Do What I Do – 3:36
2. Shepard's Song – 3:10
3. Stephanie Says (Coverversion) – 3:03
4. Walk Real Slow – 3:42
5. Suicide Is Painless (Coverversion) – 2:55
6. The Morning After – 5:07
7. Run In The Morning Sun – 3:26
8. See Me Fall – 4:07
9. Blue Skies – 4:11
10. La Ballade of Lady and Bird – 4:42
11. Do What I Do (Akustik, Live)[6]